# Gorenje Brezovo
Gorenje Brezovo je naselje v Občini Ivančna Gorica.